# نهر أريكاندوفا
نهر أريكاندوفا (باللغة البرتغالية : Rio Aricanduva) هو أحد الأنهر بولاية ساو باولو جنوب شرق البرازيل .